# Dora istražuje
Dora istražuje (engl. Dora The Explorer) američka je animirana televizijska serija koju ju su stvorili Chris Gilffred, Valerie Walsh Valdes i Eric Weiner za američke kanale Nikelodion i Nick Junior. Glavni lik je Dora, devojčica koja ima sedam godina, a tu su još i njen majmunčić Čizmica i brojni prijatelji. Pratimo avanture male devojčice koja je jako znatiželjna i željna istraživanja kao i sva deca njenog uzrasta. Serija je premijerno emitovana 14. avgusta 2000. na kanalu Nick Junior. Dora istražuje je crtani koji se najduže prikazivao na kanalu Nick Junior. Tokom 6. sezone je postao crtani film sa najviše epizoda na Nick Junioru. Serijal se završio 5. juna 2014. nakon 8 sezona i 172 epizoda.
Postoji i spin-of serije — Dora i prijatelji, o odrasloj Dori.

## Radnja
Ovaj crtani film je namenjen za decu najmlađeg uzrasta. Dora je sedmogodišnja devojčica koja sa svojim najboljim prijateljem, majmunčetom Čizmicom prolazi kroz razne avanture kako bi pomogla drugima i sticala nove prijatelje učeći španski jezik (u Gold digi net sinhronizaciji engleski jezik), predstavljajući momente njenog odrastanja i sveta oko sebe.

## Spisak likova
- Dora — Sedmogodišnja devojčica, veoma je znatiželjna da otkriva nove stvari uz svoje prijatelje.
- Čizmica - Malo majmunče, Dorin najbolji prijatelj. On sa Dorom prolazi kroz razne avanture, veoma je razdragan i humorističan.
- Lisac kradljivac — Tajanstveni narandžasti lisac koji se pojavljuje i krade stvari koje su potrebne Dori na njenim avanturama.
- Tiko — Mala ljubičasta veverica koja živi u šumi, Dorin je prijatelj i veoma dobro govori španski, retko govori engleski. Može se videti kako vozi svoj mali žuti autić.
- Mapa - On Dori i Čizmici pruža pomoć da bi znali gde trebaju da idu tokom svojih avantura. Dora ga drži u svom rancu.
- Ranac — Dorin ljubičasti ranac koji unutar sebe sadrži mnoge potrebne stvari Dori i Čizmici na svojim avanturama, priča španski i engleski.

## Emitovanje i sinhronizacija
U Srbiji crtani je sa premijernim prikazivanjem krenuo 2006. godine na televiziji B92, sinhronizovana na srpski jezik. B92 je i sinhronizovao seriju. Sinhronizovane su prve tri sezone. Ostale sezone je 2013. godine za Nikelodion i Nik džunior sinhronizovao studio Gold Digi Net. Serija je emitovana i na Happy TV. Ima DVD izdanja.

## Uloge
| Ime lika         | Glumac (original) | Glumac (B92)        | Glumac (Gold Diginet) |
| ---------------- | ----------------- | ------------------- | --------------------- |
| Dora             | Fátima Ptacek     | Vladislava Đorđević | Jelena Stojiljković   |
| Čizmica          | Harrison Chad     | Žika Milenković     | Milena Živanović      |
| Lisac kradljivac | Marc Weiner       | Žika Milenković     | Nemanja Živković      |
| Veverica Tiko    | Jose Zelaya       | Žika Milenković     | Jovana Čurović        |
| Bik Beni         | Jake Burbage      | Đorđe Lukić         | Marijana Živanović    |
| Iguana Isa       | Ashley Fleming    | Vladislava Đorđević | Iva Kevra             |
| Mapa             | Marc Weiner       | Žika Milenković     | Milan Tubić           |
| Ranac            | Alexandria Suarez | Vladislava Đorđević | Jovana Čurović        |

## Spoljašnje veze
Медији везани за чланак Dora istražuje на Викимедијиној остави

- Zvanični veb-sajt
- Dora istražuje na sajtu  (jezik: engleski)
- Dora istražuje na sajtu  (jezik: engleski)